# Суп з плавців
Суп з плавців (魚翅) — популярна страва з китайської традиційної кухні. Готується зі схожих на локшину желеподібних ниток бурштиново-жовтого кольору, що витягають із спинного плавця або з двох черевних плавців акул будь-якого виду, зокрема оселедцеві, сірі, рифові, мако. Особливо популярною є супова акула та блакитна акула. Вважається одним з восьми заповітних продуктів моря.

## Історія
Достеменних свідчень появи супу з акулячих плавців немає. Одні історики стверджують, що в Китаї такий суп їдять з часу правління династії Хань. На думку інших, мода на нього зародилася з приходом до влади в 960 році династії Сун. Так чи інакше, страва має в Китаї довгу і «апетитну» історію, тісно пов'язану з елітою китайського суспільства. За думкою ще одних досліджень, популярним він став за часи династії Мін.

## Традиція
Суп з плавців акули — обов'язкова страва на весільному бенкеті у багатьох азійських народів, оскільки вважається, що воно надає нареченим силу. Відомі теорії про цілющі і чудодійні якості супу з акулячих плавців не мають наукового обґрунтування, і викликають у фахівців та медиків великий сумнів.
Цей делікатес коштує дорожче переважної кількості супів. За визнанням воно має чудові смакові достоїнства і оригінальний вигляд. Втім смакові якості супу додають не плавці акул, а інші його компоненти — м'ясо птиці і яловичини в поєднанні з різними приправами. Відвар з плавців надає супу вид своєрідного желе, завдяки хрящовим ниткам, розташованих у тканинах «акулячих крил».

## Рецепт

### Інгредієнти
- 4 великих сушених плавця акули
- 3 свіжих імбирних кореня
- 2 цибулини середнього розміру
- 8 чашок курячого бульйону
- 2 варені курячі грудки
- 200 гр. окосту
- сіль, перець
- зелена цибуля

### Приготування
У велику ємність покласти сушені плавці акули. Залити окропом і залишити постояти на ніч. Вранці промити і обполоснути. Повторити цю процедуру ще раз.
Перекласти плавці у велику каструлю, відварювати разом з 1 цільним свіжим імбирним коренем 3 години. Коли бульйон охолоне, вилити його, від плавців відокремити шкіру і м'ясо. Все це викинути, залишивши тільки хрящики золотаво-коричневого кольору. Дати їм обсохнути, а потім покласти в невелику каструлю разом з 1 цільним імбирним коренем і 1 цільною цибулиною. Залити водою і варити близько 5 годин.
Воду злити. Хрящики промити, і повторити всю процедуру ще раз. Знову залишити тільки хрящики. Обсушити їх.
У супову каструлю налити курячий бульйон. Покласти в бульйон хрящики акулячих плавців та нарізані соломкою курячі грудки. Варити на середньому вогні півгодини, потім додати за смаком сіль.
Подавати на стіл в супниці, прикрасивши суп окостом, нарізаним тонкою соломкою і дрібно посіченою цибулею. Поперчити за смаком.